# Spoorlijn Bochum-Langendreer - Witten
De spoorlijn Bochum-Langendreer - Witten is een Duitse spoorlijn en is als spoorlijn 2140 onder beheer van DB Netze.

## Geschiedenis
Het traject werd door de Bergisch-Märkische Eisenbahn-Gesellschaft (BME) in 1860 geopend. In 1908 werd de aansluiting bij Bochum-Langendreer verlegd.

## Treindiensten
De Deutsche Bahn verzorgt het personenvervoer op dit traject met RE treinen. Abellio Rail NRW verzorgt het personenvervoer met RE en RB treinen.
| Serie | Treinsoort                          | Route | Bijzonderheden    |
| ----- | ----------------------------------- | --- | ----------------- |
| RE 4  | Regional-Express (National Express) | Aachen Hbf – Herzogenrath – Rheydt Hbf – Mönchengladbach Hbf – Neuss Hbf – Düsseldorf Hbf – Wuppertal Hbf – Hagen Hbf – Witten Hbf – Dortmund Hbf | Wupper-Express    |
| RE 16 | Regional-Express (Abellio Rail NRW) | Essen Hbf – Bochum Hbf – Witten Hbf – Hagen Hbf – Hohenlimburg – Letmathe – [ Iserlohn ] / Werdohl – Kreuztal – Siegen                            | Ruhr-Sieg-Express |
| RB 40 | Regionalbahn (Abellio Rail NRW)     | Essen Hbf – Essen-Kray Süd – Wattenscheid – Bochum Hbf – Witten Hbf – Wetter (Ruhr) – Hagen-Vorhalle – Hagen Hbf                                  | Ruhr-Lenne-Bahn   |

## Aansluitingen
In de volgende plaatsen is of was er een aansluiting op de volgende spoorlijnen:
Bochum-Langendreer
DB 2151, spoorlijn tussen Bochum Präsident en Dortmund aansluiting Flm
DB 2156, spoorlijn tussen aansluiting Prinz von Preußen en Bochum-Langendreer
DB 2157, spoorlijn tussen aansluiting Prinz von Preußen en Bochum-Langendreer
DB 2158, spoorlijn tussen Bochum en Dortmund
DB 2165, spoorlijn tussen Essen-Überruhr en Bochum-Langendreer
DB 2190, spoorlijn tussen Bochum en Dortmund
aansluiting Langendreer Kreuz
DB 2141, spoorlijn tussen aansluiting Langendreer Kreuz en Dortmund-Löttringhausen
DB 2142, spoorlijn tussen Bochum-Langendreer en aansluiting Langendreer Kreuz
aansluiting Stockumer Straße
DB 2125, spoorlijn tussen aansluiting Stockumer Straße en Dortmund
Witten Hbf
DB 2143, spoorlijn tussen Witten en Schwelm
DB 2801, spoorlijn tussen Hagen en Dortmund

## Elektrificatie
Het traject werd in 1964 geëlektrificeerd met een wisselspanning van 15.000 volt 16⅔ Hz.